# Tom Clancy's Ghost Recon 2: Summit Strike
Tom Clancy Ghost Recon 2: Summit Strike (En español Tom Clancy Reconocimiento Fantasma 2: Golpe en la Cumbre) es un videojuego perteneciente al género de disparos táctico desarrollado por la empresa Red Storm Entertainment y publicado por Ubisoft para las consolas Xbox, PlayStation 2 y GameCube. es una expansión independiente de Tom Clancy's Ghost Recon 2. Hay varias diferencias menores entre Tom Clancy's Ghost Recon 2: Summit Strike y Tom Clancy's Ghost Recon 2. Siendo la más notable la dificultad: Summit Strike es considerado el más difícil de los dos. Otras diferencias incluirían nuevos modos multijugador, como Heli Hunt.

## Argumento
En el año 2012, Kazajistán cayó en el caos. El presidente y el Consejo de Seguridad de Kazajistán son asesinados en una explosión provocada por un notorio terrorista afgano y traficante de armas llamado Asad Rahil. Con el presidente muerto, el ejército kazajo se fractura en facciones compitiendo por el control político del país. Rahil se mueve rápidamente y consolida el poder utilizando sus corruptos contactos militares kazajos. Un gran grupo de soldados leales al país de Kazajistán ha estado trabajando estrechamente con las fuerzas de tierra de la ONU para estabilizar la región. Los fantasmas han sido enviados para capturar a Rahil y neutralizar su presencia militar. Están trabajando estrechamente con un contacto en el ejército kazajo llamado Grigoriy Koslov. Juntos, los Fantasmas y Koslov ocultan los ataques de la fuerza de tierra de la ONU contra las tropas de Rahil y lo rastrean desde las cadenas montañosas del sur hasta los desiertos de las áridas tierras baldías.

## Recepción
Summit Strike se encontró con una recepción positiva después de su lanzamiento; GameRankings le dio una puntuación de 83.49%, mientras que Metacritic le dio 84 de 100.